# Тетьково
Тетьково — деревня в Кашинском районе Тверской области России. До 2018 года входило в Верхнетроицкое сельское поселение.
Расположено на реке Медведица (приток Волги). В деревне расположен ФГУ Оздоровительный комплекс «Тетьково».

## История
В первом письменном упоминании о сельце Тетькове, в материалах генерального межевания за 1781 год по Кашинскому уезду, владелицей села называлась княгиня Наталья Фёдоровна Шаховская, которой по народному преданию, сельцо за какие-то заслуги в 1730-е годы передал Эрнст Иоганн Бирон.
В конце XVIII века Тетьково представляло собой барский дом со«службами» и небольшим количеством дворни. К 1806 году здесь было 10 дворов, 36 душ мужского пола и 36 — женского. В 1820-х годах здесь жил Лев Александрович Шаховской с женой Екатериной Ефимовной и детьми.
В середине XIX века владельцами Тетьково были титулярный советник Петр Васильевич Мордухай-Болтовский и его жена Глафира Петровна. После смерти Петра Васильевича осталось пять малолетних детей: Дмитрий, Сергей, Василий, Елизавета и Вера, опекуном которых стала Глафира Петровна Мордухай-Болтовская. По достижении совершеннолетия имение Тетьково унаследовал Дмитрий Петрович Мордухай-Болтовский, который бывал здесь летом. Здесь, в барской библиотеке немало времени провёл Михаил Калинин, которого в 1889 году Мордухай-Болтовские взяли с собой в Санкт-Петербург.
В сборнике статистических сведений по Тверской губернии за 1894 год было указано, что «имение занимало 253 десятины, в том числе под лесом 140; парк занимал 6 десятин. В центре парка находился барский дом с колоннами, поодаль две людских и хозяйственных постройки, прислуги и рабочих — около 15 человек».
В 1918 году в Тетькове была организована коммуна «Красный Пахарь», а в 1925 году, по предложению М. И. Калинина, в бывшей усадьбе был открыт дом отдыха для работников ВЦИК — ныне оздоровительный комплекс Управления делами Президента.

## Известные уроженцы
В Тетьково родился Бойников Александр Михайлович (2.04.1960) - член Союза писателей России, член Союза журналистов России, литературовед, литературный критик, краевед, кандидат филологических наук, доцент Тверского государственного университета. Автор пяти книг, в том числе первой  и единственной в России монографии о творчестве поэта-крестьянина С.Д. Дрожжина.

## Население
| 2010 |
| ---- |
| 718  |